# Calytrix aurea
Calytrix aurea är en myrtenväxtart som beskrevs av John Lindley. Calytrix aurea ingår i släktet Calytrix och familjen myrtenväxter. Inga underarter finns listade i Catalogue of Life.